# Tyrinna
Tyrinna is een geslacht van weekdieren uit de klasse van de Gastropoda (slakken).

## Soorten
- Tyrinna burnayi (Ortea, 1988)
- Tyrinna delicata (Abraham, 1877)
- Tyrinna evelinae (Er. Marcus, 1958)